# George Manangoi
George Meitamei Manangoi (né le 29 novembre 2000) est un athlète kényan, spécialiste du demi-fond.

## Carrière
Sur 1 500 m, son record personnel est de 3 min 35 s 53 obtenu à Doha en mai 2018.
Il remporte le titre du 1 500 m en battant Jakob Ingebrigtsen lors des Championnats du monde juniors 2018 à Tampere.
C'est le frère cadet d'Elijah Manangoi, champion du monde sur la même distance.
Le 20 juillet 18, il participe à une tentative ratée de battre le record du monde junior du 1000 m, lors du meeting Herculis à Monaco : il est battu par Solomon Lekuta, tous les deux à leur record personnel.

## Palmarès
| Date | Compétition                   | Lieu    | Résultat | Epreuve | Temps         |
| ---- | ----------------------------- | ------- | -------- | ------- | ------------- |
| 2017 | Championnats du monde cadets  | Nairobi | 1er      | 1 500 m | 3 min 47 s 53 |
| 2018 | Championnats du monde juniors | Tampere | 1er      | 1 500 m | 3 min 41 s 71 |
| 2019 | Jeux africains                | Rabat   | 1er      | 1 500 m | 3 min 38 s 27 |

## Records
| Épreuve | Temps         | Lieu   | Date            |
| ------- | ------------- | ------ | --------------- |
| 1 500 m | 3 min 31 s 49 | Monaco | 12 juillet 2019 |